# قدس (میامی)
قدس روستایی در دهستان میامی بخش مرکزی شهرستان میامی استان سمنان ایران است.

## جمعیت
بر پایه سرشماری عمومی نفوس و مسکن در سال ۱۳۹۵ جمعیت این روستا ۳۴۲ نفر (۱۱۷خانوار) بوده‌است.